# Bradmore House
 (mai 2019).
Pour les articles homonymes, voir Bradmore.
Bradmore House est un bâtiment classé Grade II situé dans Queen Caroline Street, dans le quartier de Hammersmith, à Londres.